# 九州キリスト災害支援センター
特定非営利活動法人九州キリスト災害支援センター（とくていひえいりかつどうほうじん きゅうしゅうキリストさいがいしえんせんたー、Kyushu Christ Disaster Relief Center、略称：九キ災）は福岡県福岡市に本部を置くNPO法人。2016年4月に発生した熊本地震をきっかけに設立され、キリスト教会を拠点とした被災地支援活動を行なっている。

## 沿革
2016年4月14日に発生した熊本地震を受けて同月18日に日本イエス・キリスト教団油山シャロームチャペルにキリスト教団体と地元教会の連絡会が集まり、「九州キリスト教災害支援センター」の設置を決定。5月には熊本市にある熊本ハーベストチャーチに熊本ベースを設置。5月30日までの約1ヶ月半でのべ1,200人余りの人々がボランティア活動に参加した。また、5月に入ってからは特に子供の心的ストレス解消に注力し、ワールド・ビジョン・ジャパンやYMCAと協力して「子どもへのケアの学び」の実施や、福岡ソフトバンクホークスの投手デニス・サファテと協力した野球観戦ツアーなどの企画を他に先駆けて行った。6月からは拠点を熊本市北区にある植木キリスト教会へと移し、活動を継続した。

## 支援を行なった災害

### 熊本地震（2016年）
熊本地震発災以降2022年まで熊本ベースを中心とした支援を行ってきた。ニュースレターによると、ベースの閉鎖まで累計13,211人のボランティアが参加し、1,620件の作業依頼を担当した。

### その他の災害
公式サイトによると、過去これらの災害で支援活動を行なってきた。
- 平成29年7月九州北部豪雨
- 令和元年8月の前線に伴う大雨
- 令和元年東日本台風

## 事務所
本部
福岡県福岡市城南区東油山６丁目１５−９（油山シャローム教会内）
宮崎支部
宮崎県宮崎市霧島2-20

### 過去の事務所
熊本ベース（2022年4月閉所）
熊本県上益城郡益城町木山３７２−１（熊本ハーベストチャーチ内）

## 役員
2022年9月時点での役員は以下の通り。
- 理事長：横田法路（日本イエス・キリスト教団 油山シャロームチャペル牧師)
- 副理事長：中村陽志（熊本ハーベストチャーチ牧師）
- 理事：竹崎光則（日田福音キリスト教会牧師）
- 理事：松尾献（KGK九州地区主事）
- 監事：藤野雅士（油山シャロームチャペル教会員）

## 出版物
『「キリストさん」と呼ばれてー支援の現場から宣教を考える』2018年、いのちのことば社

## 協力団体
公式サイトによると、以下の団体と協力関係にある。
- 日本国際飢餓対策機構
- ワールド・ビジョン・ジャパン
- オペレーション・ブレッシング・ジャパン
- CRASH Japan
- Sola
- CGNTV
- タッチ・ザ・ハート・ジャパン
- 一般財団法人オアシス